# Клюев, Пётр Дмитриевич
Пётр Дмитриевич Клюев (род. 28 мая 1989 года, Гродно, Беларусь) — белорусский пианист, певец, музыкант, автор, исполнитель и композитор. С осени 2017 года является участником группы ЛСП.

## Детство, учёба и раннее творчество
Пётр Клюев родился в Гродно, однако большую часть своего детства до 1994 года проживал в Польше со своей матерью ввиду её обучения в медицинском университете. Польский язык для Петра был первым родным языком наряду с белорусским. В детстве Петр профессионально занимался шахматами и большим теннисом, имеет разряды в обоих видах спорта. В 1995 году поступил в польскую школу в Гродно и окончил её в 2006 году. В 10 классе начал заниматься игрой на пианино, засиживаясь за ним по 7-8 часов в день. Преподавателями были известные музыканты, в их числе Дедович Евгения Викентьевна и Райт Владимир Константинович, являющийся учеником Якова Мильштейна.
После окончания школы Пётр Клюев переехал в Австрию и поступил в университет, где изучал философию. Здесь он создал свою первую музыкальную группу. На каникулах, приезжая в Беларусь, играл концерты с гродненской джазовой группой «Stop Time». В 2007 году Пётр уезжает учиться в Рим социальным наукам и международным отношениям, заканчивает своё обучение в 2010 году. Параллельно с университетской жизнью Пётр занимается музыкой, гастролирует с группой «Stop Time» по Риму и Неаполю и подрабатывает пианистом в итальянских клубах. За время пребывания в Италии Пётр выпустил два альбома — дебютный англоязычный альбом, получивший название «For All Friends», в 2008 году и белорусский альбом в 2010 году.

## Карьера
Активная карьера Петра Клюева начинается с 2011 года, когда он окончательно возвращается в Беларусь. Уже в 2005 году у Петра состоялся первый в жизни концерт как у классического пианиста спустя год занятий на рояле в областной филармонии города Гродно. Там он играл произведения Шопена, Бетховена и Моцарта. Затем Пётр начал писать первые песни на английском, польском и белорусском языках и давать небольшие концерты в Гродно на каникулах. Пётр вдохновлялся классической музыкой и многими западными исполнителями, такими как Джордж Майкл, Фил Коллинз, Питер Гебриэль, Стинг, Стиви Уандер, «Tower of Power» и многими другими.
С 2012 по 2016 год активно участвовал в организации «Арт Сядзіба» и являлся её сооснователем.
Спустя некоторое время Пётр уже выступает в Минске, затем в 2013 начал гастролировать по Италии, Литве, Латвии, Украине и Эстонии. 21 декабря 2011 года состоялся концерт во Дворце Республики в Минске. Также Пётр принимал участие в многочисленных фестивалях в Беларуси и за её пределами, в том числе выступал в финале национального отбора «Новая Волна» в Юрмале, и сотрудничал с певцом Александром Патлисом из группы «Новый Иерусалим», с которым давал совместный концерт в 2010 году. В 2011 году Пётр Клюев выпускает сингл на польском языке, в 2015 — на итальянском. В этом же году вышел макси-сингл «Асцярожна, лістапад» на белорусском языке, который принёс Петру первую общественную известность в Беларуси. После этого Пётр Клюев становится востребованным музыкантом в ночных клубах Минска.

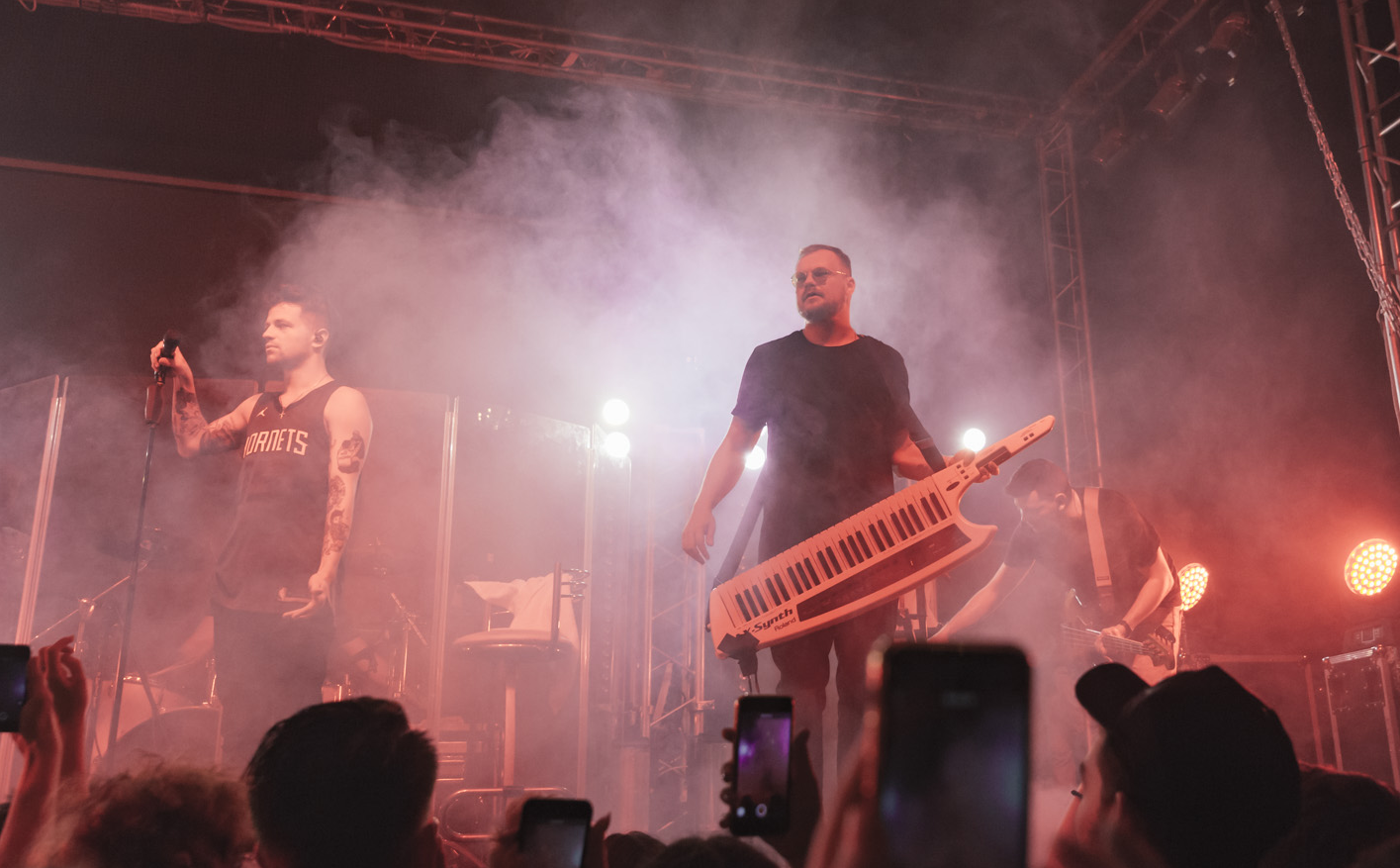
Олег ЛСП и Пётр Клюев, концерт группы ЛСП

В 2015 году Пётр Клюев принял участие в шоу «X-Фактор» в Украине и прошёл в четверть-финал. В этом же году Пётр проходил стажировку у известного польского режиссёра Кшиштофа Занусси. В 2015 и 2016 годах участвовал в национальных отборах на Евровидение от Белоруссии. В этот же промежуток времени Пётр Клюев являлся фронтменом группы «Амплітуда Смеласцi», представлявшей из себя сбор музыкантов из группы «Ляпис Трубецкой», и преподавал польский язык, социологию, музыку и пение в подпольном колледже имени Якуба Коласа в Минске.
В 2016 году Пётр снимается в комедии Андрея Курейчика «PARTY-ZAN фильм», в котором также использовалась его музыка. В 2017 году на одно из выступлений Петра Клюева приходит Олег ЛСП в сопровождении рэпера Вожыка. Вожык знакомит ребят, после чего Петр принимает участие в создании акустической версии песни ЛСП — «Монетка». С сентября 2017 года Пётр начинает активную деятельность в группе ЛСП, выступая на концертах в роли бэк-вокалиста и клавишника. Также Пётр на концертах ЛСП исполняет некоторые куплеты в таких песнях, как «Bullet», «Порнозвезда» (вместо PHARAOH) и «Холостяк» (вместо Егора Крида). В конце 2017 года у ЛСП выходит сингл «Маленький принц», автором мелодии которого является Пётр Клюев.
Весной 2018 года Пётр Клюев совместно с певицей-блогером Лерой Яскевич выпускает кавер на белорусском языке на песню Дэвида Боуи — «Space Oddity» (автор перевода — Андрей Хаданович). Параллельно с работой в ЛСП у Петра начинается активная русскоязычная сольная деятельность. В преддверии своего сольного альбома Пётр Клюев выпускает клип на песню «Мона Лиза».

## Личная жизнь
Пётр Клюев женился в 2011 году, в 2012 году стал отцом — родилась дочь Клюева Вероника-Анна Петровна. В 2015 году брак распался ввиду активной музыкальной деятельности Петра. Между семейной жизнью и гастролями Пётр выбирает второе, однако это не помешало ему сохранить хорошие отношения с супругой и принимать активное участие в воспитании дочери.